# Nicolas Briançon
Pour les articles homonymes, voir Briançon (homonymie).
Nicolas Briançon, né le 29 juillet 1962 à Chambéry (Savoie), est un acteur et metteur en scène français.

## Enfance
Nicolas Briançon est le fils du magistrat Claude Briançon et a deux frères : Pierre et Bernard Briançon.
Durant son enfance, Nicolas Briançon est très loin du monde artistique car ses parents ne vont que très rarement au théâtre, ou au concert. C’est à 14 ans que son père l’emmène assister à la projection du film qu'Ingmar Bergman a réalisé de l’opéra de Mozart : La Flûte enchantée.
Il s’intéresse alors à l’opéra et découvre la scène au Grand Théâtre de Bordeaux et là, sur les conseils de Gabriel Bacquier, il commence à y suivre des cours de théâtre. Il participe à un stage de théâtre au festival d'Orange où la rencontre avec Jean Darnel et Michel Bouquet sera décisive.
Ils seront ses professeurs. Il participe très jeune à l'aventure des Baladins en Agenais aux côtés de Muriel Robin, Élie Semoun, Nicolas Marié, Bernard Fau, Annie Grégorio, Éric Laugérias, Dominique Daguier...

## Carrière
À la suite d'une formation au cours Jean Darnel, Nicolas Briançon commence sa carrière dans des mises en scène de Roger Louret (l'Avare, le Cid) et de Jean Marais (Bacchus, La Machine infernale). Au théâtre, il fait ses premiers pas en 1987 à la Comédie-Française dans Turcaret de Lesage aux côtés de Roland Bertin, Muriel Mayette et Catherine Salviat. Puis il joue dans une pièce de Jean Cocteau avec Jean Marais au théâtre des Bouffes Parisiens. C’est le début d’une longue série de rôles et de mises en scène. Il est metteur en scène et comédien pour Jacques et son maître de Milan Kundera, Futur conditionnel de Xavier Daugreilh, Antigone de Jean Anouilh avec Barbara Schulz et Robert Hossein au théâtre Marigny et qui rencontrera un immense succès, le Manège de Florian Zeller, La guerre de Troie n’aura pas lieu de Jean Giraudoux, Pygmalion de George Bernard Shaw, La Nuit des rois de William Shakespeare, Le Pain de ménage de Jules Renard, Le Songe d’une nuit d’été de William Shakespeare, Volpone de Ben Jonson, Le Canard à l’orange de William Douglas-Home, Joyeuses Pâques de Jean Poiret au théâtre Marigny. En 2024, il joue Extraits extras, sélection de sketch de Jean Poiret et Michel Serrault avec François Berléand. Il obtient en 2015, le Molière de la mise en scène pour Voyages avec ma tante de Graham Greene.
Au cinéma, après des débuts dans un court métrage de Noémie Lvovsky, il tourne dans des films de Valeria Bruni Tedeschi, Sophie Marceau, Cédric Kahn, Cédric Klapisch, Sophie Fillières, Maïwenn, Olivier Assayas, Nicolas Bedos. À la télévision, il est l’interprète de plusieurs téléfilms et séries (Carlos, Engrenages, Maison Close).
Outre ses activités de comédien et de metteur en scène, il a dirigé le Festival Jean Marais de Golfe Juan de 1990 à 1992. Le Festival de Bonaguil de 1995 à 2005 et le Festival d'Anjou de 2004 à 2019, où il a succédé à Francis Perrin et Jean-Claude Brialy.
Il donne de nombreux stages (Cinemasterclass, CieSaudade, NBproductions…), après s’être occupé d’une promotion des cours Aquaviva et avoir enseigné deux ans à L’Essad (parmi ses élèves Anne Charrier, Audrey Dana, Nader Boussandel…). C’est une part très importante de sa vie professionnelle qu’il ne cesse d’explorer.[réf. nécessaire]

## Filmographie

### Cinéma
- 1989 : Dis-moi oui, dis-moi non (court-métrage) de Noémie Lvovsky
- 2001 : Embrassez qui vous voudrez de Michel Blanc
- 2002 : Il est plus facile pour un chameau... de Valeria Bruni Tedeschi
- 2004 : L'Avion de Cédric Kahn
- 2005 : Les Poupées russes de Cédric Klapisch
- 2005 : Gentille de Sophie Fillières
- 2007 : Hellphone de James Huth
- 2007 : La Disparue de Deauville de Sophie Marceau
- 2009 : Mutants de David Morley
- 2009 : Le Bal des actrices de Maïwenn
- 2009 : Demain dès l'aube, de Denis Dercourt
- 2010 : Carlos d'Olivier Assayas
- 2011 : Toi, moi, les autres d'Audrey Estrougo
- 2011 : Des vents contraires de Jalil Lespert
- 2012 : Le Guetteur de Michele Placido
- 2013 : Les Gamins d'Anthony Marciano
- 2014 : Sous les jupes des filles d'Audrey Dana
- 2017 : Monsieur et Madame Adelman de Nicolas Bedos
- 2019 : Edmond d'Alexis Michalik[8]
- 2019 : Venise n'est pas en Italie d'Ivan Calbérac[8]
- 2019 : Ni une ni deux d'Anne Giafferi[8]
- 2020 : Le Lion de Ludovic Colbeau-Justin
- 2021 : Mystère à Saint-Tropez de Nicolas Benamou[8]
- 2022 : Mascarade de Nicolas Bedos
- 2023 : Des mains en or d'Isabelle Mergault
- 2023 : Le Procès Goldman de Cédric Kahn
- 2025 : Une place pour Pierrot de Hélène Médigue

### Télévision
- 2001 : Une fille dans l'azur de Jean-Pierre Vergne
- 2002 : Une fille dans l'azur Caroline Fabre de Marc Rivière
- 2002 : Brigade spéciale Enfance volée de Pascale Dallet
- 2003 : Blandine l'insoumise : Le Miel de Mélanie de Claude d'Anna
- 2004 : La Crim' : M.E. de Vincent Monnet
- 2005 : Vénus et Apollon : Soin paradis de Pascal Lahmani
- 2005 : Le Grand Charles de Bernard Stora
- 2006 : Diane, femme flic : Par conviction de Jean-Marc Seban
- 2006 : Dombais et fils de Laurent Jaoui
- 2006 : RIS police scientifique
- 2007 : Paris, enquêtes criminelles : Fantôme de Gilles Béhat
- 2007 : Boulevard du Palais : Crédit revolver de Pascale Dallet
- 2007 : Vérités assassines d'Arnaud Sélignac
- 2008 : Répercussions de Caroline Huppert
- 2008 : De sang et d'encre de Charlotte Brändström
- 2008 : À droite toute de Marcel Bluwal
- 2010 : Carlos d'Olivier Assayas
- 2010 : Maison close, saison 1 (série) de Mabrouk El Mechri
- 2012 : Engrenages, saison 4 (série)
- 2013 : Engrenages, saison 5 (série)
- 2016 : Le Mec de la tombe d'à côté d'Agnès Obadia
- 2017 : Les Petits Meurtres d'Agatha Christie, épisode Le Miroir se brisa de Rodolphe Tissot
- 2017 : Engrenages, saison 6 (série)
- 2018 : Né sous silence de Thierry Binisti : Me Olivier Merle[10]
- 2018 : Les Michetonneuses d'Olivier Doran[11]
- 2019 : Engrenages, saison 7 (série)
- 2019 : Myster Mocky présente, épisode Un vrai massacre de Jean-Pierre Mocky
- 2020 : Prière d'enquêter de Laurence Katrian[8]
- 2021 : L'École de la vie d'Elsa Bennett et Hippolyte Dard[8]
- 2021 : Scènes de ménages, prime La Vie de château
- 2021 : Amis d'enfance de Sam Karmann et Serge Khalfon[8]
- 2022 : Julia, série HBO de Daniel Goldfarb
- 2022 : L'École de la vie, saison 2
- 2023 : Master Crimes, saison 1 et 2 : Pierre Delaunay
- 2023 : Flash(s) de Christophe Douchand : le commissaire Étienne
- 2024 : Culte : Philippe Palazzo
- 2025 : Double Vue de Christophe Douchand : le commissaire Étienne
- 2025 : Dans de beaux draps de Stéphanie Pillonca : Georges Laville
- 2026 : Belphégor, série télévisée de Jérémy Mainguy : Luc Trivic
- 2026 : Un crime (presque) parfait de Christophe Douchand

## Doublage
- 2013 : The Immigrant : Orlando (Jeremy Renner)
- 2018 : Transit : Richard (Godehard Giese (de))
- 2022 : L'immensità : Felice (Vincenzo Amato)

## Théâtre

### Acteur
- 1985 : L'Avare de Molière, mise en scène Roger Louret
- 1987 : Turcaret de Lesage, mise en scène Yves Gasc, Comédie-Française
- 1988 : Le Cid de Corneille, mise en scène Roger Louret
- 1988 : Bacchus de Jean Cocteau, mise en scène Jean Marais[12], théâtre des Bouffes-Parisiens
- 1989 : La Machine infernale de Jean Cocteau, mise en scène de Jean Marais, Festival d'Anjou, Espace Cardin
- 1989 : Le Mariage de Figaro, mise en scène de Marcelle Tassencourt, Festival de Versailles
- 1990 : Roméo et Juliette, mise en scène de Jean Paul Lucet, théâtre antique de Fourvière
- 1991 : Le Roi pêcheur de Julien Gracq, mise en scène Jean-Paul Lucet, théâtre des Célestins
- 1992 : Enfin seuls, mise en scène de Michel Fagadau, théâtre Saint-Georges
- 1994 :  Britannicus de Jean Racine, mise en scène de Jean-Pierre André
- 1995 :  Les Chevaliers de la table ronde de Jean Cocteau, mise en scène Nicolas Briançon, théâtre des Célestins avec Jean Marais
- 1995 : Les Années Twist de Roger Louret, mise en scène Roger Louret, Folies Bergère
- 1995 : Ariane ou l'oubli, de Michel Déon[13]
- 1998 : Jacques et son maître de Milan Kundera, mise en scène Nicolas Briançon, Théâtre de la Madeleine, théâtre Hébertot
- 1999 : Le Plaisir de rompre et Le Pain de ménage de Jules Renard, théâtre 14 Jean-Marie-Serreau
- 2000 : Les Directeurs de Daniel Besse, mise en scène d'Étienne Bierry, théâtre de poche Montparnasse.
- 2002 : Futur conditionnel de Xavier Daugreilh, mise en scène Nicolas Briançon, théâtre Tristan-Bernard
- 2005 : Le Manège de Florian Zeller, mise en scène Nicolas Briançon, Petit Montparnasse
- 2006 : La guerre de Troie n'aura pas lieu de Jean Giraudoux, mise en scène Nicolas Briançon, théâtre Silvia-Monfort
- 2008 : Jacques et son maître de Milan Kundera, mise en scène Nicolas Briançon, théâtre 14 Jean-Marie-Serreau
- 2011 : Trahisons de Harold Pinter, mise en scène Léonie Simaga, Festival d'Anjou
- 2011 : Au Moment de la Nuit d'après La Nuit et le Moment de Crébillon fils[14] et Le Pain de Ménage de Jules Renard, adaptation et mise en scène Nicolas Briançon, Studio des Champs-Élysées
- 2011 : Le Songe d'une nuit d'été de William Shakespeare, mise en scène Nicolas Briançon, Festival d'Anjou, théâtre de la Porte-Saint-Martin
- 2012 : Jacques et son maître de Milan Kundera, mise en scène Nicolas Briançon, La Pépinière-Théâtre
- 2012 : Volpone de Ben Jonson, mise en scène Nicolas Briançon, théâtre de la Madeleine
- 2013 : Le Songe d'une nuit d'été de William Shakespeare, mise en scène Nicolas Briançon, théâtre de la Porte-Saint-Martin
- 2013 : Y'a d'la joie quand même, spectacle de Nicolas Briançon, Festival d'Anjou
- 2014 : La Vénus à la fourrure de David Ives, mise en scène Jérémie Lippmann, théâtre Tristan-Bernard
- 2015 : Voyages avec ma tante de Graham Greene, mise en scène Nicolas Briançon, La Pépinière-Théâtre[15]
- 2016 : La Rivière de Jez Butterworth, mise en scène de Jérémie Lippmann, Comédie des Champs-Élysées
- 2016 : Pour un oui ou pour un non de Nathalie Sarraute, mise en scène Léonie Simaga, Théâtre de Poche Montparnasse
- 2017 : Piège mortel d'Ira Levin, adaptation Gérald Sibleyras, mise en scène Éric Métayer, théâtre La Bruyère
- 2017 : Faisons un rêve de Sacha Guitry, mise en scène Nicolas Briançon, Festival d'Anjou puis théâtre de la Madeleine[16]
- 2018 : Le Canard à l'orange de William Douglas-Home, mise en scène Nicolas Briançon, Festival d'Anjou puis théâtre de la Michodière en 2019
- 2019 : Jacques et son maître de Milan Kundera, mise en scène Nicolas Briançon, Festival d'Anjou
- 2021 : Jacques et son maître de Milan Kundera, mise en scène Nicolas Briançon, théâtre Montparnasse[17]
- 2022 : Le Canard à l'orange de William Douglas-Home, mise en scène Nicolas Briançon, théâtre de la Michodière
- 2023 : Joyeuses Pâques de Jean Poiret, mise en scène Nicolas Briançon, théâtre Marigny
- 2023 : Le Mystère Sunny d'Alain Teulié, mise en scène Dominique Guillo, théâtre Montparnasse
- 2024 : Poiret-Serrault, extraits extra de Jean Poiret et Michel Serrault, mise en scène Nathalie Serrault, théâtre du Petit Montparnasse
- 2025 : Monstre sacré de et mise en scène Renata Litvinova, théâtre Hébertot

### Metteur en scène
- 1985 : Hortense a dit : « Je m'en fous ! » de Georges Feydeau
- 1989 : La Machine infernale de Jean Cocteau, assistant de Jean Marais pour la mise en scène, festival d'Anjou, Espace Cardin
- 1992 : Ariane ou l'oubli de Michel Déon, théâtre Mouffetard
- 1995 : Les Chevaliers de la Table ronde de Jean Cocteau, théâtre des Célestins
- 1996 : Faisons un rêve de Sacha Guitry Théâtre de poche
- 1998 : Jacques et son maître de Milan Kundera, théâtre 14, théâtre de la Madeleine, théâtre Hébertot
- 2000 : Le Plaisir de rompre, Le Pain du ménage de Jules Renard, théâtre 14 Jean-Marie-Serreau
- 2002 : Le Menteur de Pierre Corneille, théâtre Hébertot
- 2002 : Futur conditionnel de Xavier Daugreilh, théâtre Tristan-Bernard
- 2002 : Rameau le fou d'après Denis Diderot, théâtre 14 Jean-Marie-Serreau
- 2003 : Antigone de Jean Anouilh, théâtre Marigny
- 2004 : Le Prince travesti de Marivaux, Festival d'Anjou et tournée Festival.
- 2005 : Le Manège de Florian Zeller, Petit Montparnasse
- 2005 : Le Malade imaginaire de Molière, théâtre 14 Jean-Marie-Serreau
- 2006 : La guerre de Troie n'aura pas lieu de Jean Giraudoux, théâtre Silvia-Monfort
- 2006 : Pygmalion de George Bernard Shaw, Comédia
- 2008 : Clérambard de Marcel Aymé, théâtre Hébertot
- 2008 : Jacques et son maître de Milan Kundera, théâtre 14 Jean-Marie-Serreau
- 2009 : La Nuit des rois de William Shakespeare, Festival d'Anjou, Comédia[18]
- 2011 : Au moment de la nuit d'après La Nuit et le Moment de Crébillon fils et Le Pain de Ménage de Jules Renard, Studio des Champs-Élysées
- 2011 : Le Songe d'une nuit d'été de William Shakespeare, Festival d'Anjou, théâtre de la Porte-Saint-Martin
- 2012 : Volpone de Ben Jonson, théâtre de la Madeleine
- 2012 : Cabaret Canaille d'après les textes de Victor Hugo, Guy de Maupassant et Théophile Gautier, La Pépinière-Théâtre
- 2013 : D.A.F. Marquis de Sade de Pierre-Alain Leleu, Ciné 13 Théâtre
- 2013 : Y'a d'la joie quand même, spectacle de Nicolas Briançon, Festival d'Anjou
- 2013 : Divina de Jean Robert-Charrier, théâtre des Variétés
- 2013 : Mensonges d’États de Xavier Daugreilh, théâtre de la Madeleine
- 2014 : Roméo et Juliette de William Shakespeare, théâtre de la Porte-Saint-Martin
- 2015 : Voyages avec ma tante de Graham Greene, La Pépinière-Théâtre
- 2015 : Irma la Douce d'Alexandre Breffort, théâtre de la Porte-Saint-Martin
- 2017 : Faisons un rêve de Sacha Guitry, Festival d'Anjou puis théâtre de la Madeleine
- 2017 : Le Temps qui reste de Philippe Lellouche, théâtre de la Madeleine
- 2018 : Le Canard à l'orange de William Douglas-Home, Festival d'Anjou
- 2018 : Hard, adaptation de Bruno Gaccio, théâtre de la Renaissance
- 2019 : Le Canard à l'orange de William Douglas-Home, théâtre de la Michodière
- 2019 : N'écoutez pas, mesdames ! de Sacha Guitry, théâtre de la Michodière
- 2020 : 10 ans après de David Foenkinos, Théâtre de Paris
- 2020 : Mademoiselle Else d'Arthur Schnitzler, théâtre de Poche Montparnasse[19]
- 2022 : Le Journal d'une femme de chambre d'Octave Mirbeau, théâtre de la Huchette.
- 2022 : Le Canard à L'orange de William Douglas Home, théâtre Le Pubic, Bruxelles.
- 2023 : Joyeuses Pâques de Jean Poiret, théâtre Marigny
- 2023 : La Maîtresse de mon fils d'Alexis Macquart, Palais des glaces (Paris)
- 2023: Ariodante- Haendel. (direction musicale: William Christie) ; Philharmonie de Paris, Grand Théâtre de Genève, Opéra de Versailles, Opéra de Dijon.
- 2024 : Les Diaboliques, de Christophe Barbier, d'après Jules Barbey d'Aurevilly, théâtre de Poche-Montparnasse.
- 2024 : Parle-moi d'amour de Philippe Claudel, théâtre de la Michodière

## Distinctions

### Nominations
- Molières 2019 : nomination au Molière du metteur en scène dans un spectacle de théâtre privé pour Le Canard à l'orange[20]